# Erbium-174
Erbium-174 of 174Er is een onstabiele radioactieve isotoop van erbium, een lanthanide. De isotoop komt van nature niet op Aarde voor.
Erbium-174 ontstaat onder meer bij het radioactief verval van holmium-174.
{\displaystyle {\ce {{^{174}_{67}Ho}->{^{174}_{68}Er}+{e^{-}}+{\bar {\nu }}_{e}}}}

## Radioactief verval
Erbium-174 vervalt door β−-verval naar de radio-isotoop thulium-174:
{\displaystyle {\ce {{^{174}_{68}Er}->{^{174}_{69}Tm}+{e^{-}}+{\bar {\nu }}_{e}}}}
De halveringstijd bedraagt 1,434 minuten.
142Er · 143Er · 144Er · 145Er · 146Er · 147Er · 147mEr · 148Er · 149Er · 149m1Er · 149m2Er · 149m3Er · 150Er · 151Er · 151m1Er · 151m2Er · 152Er · 153Er · 154Er · 155Er · 156Er · 157Er · 157mEr · 158Er · 159Er · 159m1Er · 159m2Er · 160Er · 161Er · 161mEr · 162Er · 163Er · 163mEr · 164Er · 165Er · 166Er · 167Er · 167mEr · 168Er · 169Er · 170Er · 171Er · 171mEr · 172Er · 173Er · 174Er · 175Er · 176Er · 177Er · 178Er